# Deadlines
Deadlines je studiové album od anglické skupiny Strawbs.

## Seznam stop

### Strana 1
1. "No Return" (Dave Cousins, Dave Lambert) – 4:57
2. "Joey and Me" (Cousins, Chas Cronk, Lambert) – 3:52
3. "Sealed With a Traitor's Kiss" (Cousins) – 3:21
4. "I Don't Want to Talk About It" (Cousins, Cronk) – 3:56
5. "The Last Resort" (Cousins, Cronk, Lambert) – 4:10

### Strana 2
1. "Time and Life" (Cousins, Cronk) – 4:11
2. "New Beginnings" (Cousins, Lambert) – 3:40
3. "Deadly Nightshade" (Cousins) – 3:56
4. "Words of Wisdom" (Cousins) – 5:48

## Obsazení
- Dave Cousins – sólový zpěv, sborový zpěv, akustická kytara
- Dave Lambert – sólový zpěv, sborový zpěv, akustická kytara, elektrická kytara
- Chas Cronk – sborový zpěv, baskytara, akustická kytara
- Tony Fernandez – bicí, tamburína, tympány, zvony

Additional personnel
- Robert Kirby – piano, elektrické piano, mellotron, varhany, autoharfa
- John Mealing – piano, polymoog, Minimoog, spinet

## Nahrávání alba
- Jeffrey Lesser – producent

asistenti
- Denny Bridges
- Patrick Morley
- Andrew Brook Jackson
- Peter Wolsey
- James Guthrie

Nahráno v Dublinu, ve studiích Sound a Utopia.

## Historie vydání
| Region             | Datum | Značka  | Formát    | Katalog    | Poznámka |
| ------------------ | ----- | ------- | --------- | ---------- | -------- |
| Spojené království | 1977  | Arista  | stereo LP | SPART 1036 |          |
| Spojené státy      | 1977  | Arista  | stereo LP | AB 4172    |          |
| Spojené království | 1977  | Arista  | MC        | TCART 1036 |          |
|                    | 1996  | One Way | CD        | OW34499    |          |